# Ventilatie

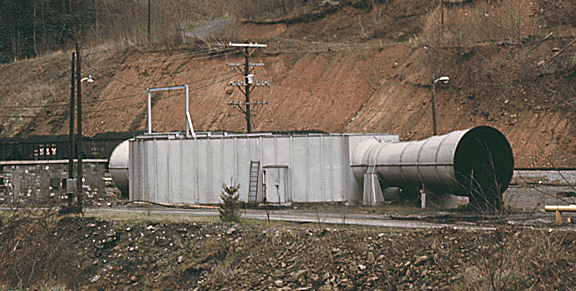
Ventilator van een kolenmijn.

Ventilatie of luchtverversing is het vervangen van de lucht in een ruimte, die om wat voor reden dan ook vervuild of verontreinigd is, door zuivere lucht. Het vervangen van de lucht kan op natuurlijke manier of mechanisch gebeuren of zoals hieronder genoemd, ongecontroleerde en gecontroleerde ventilatie.
Ventilatie is noodzakelijk voor een gezond binnenklimaat in ruimten waar mens of dier verblijven, en gebeurt door koolzuurgas, vocht en verontreiniging af te voeren en verse lucht aan te voeren. De luchtverontreiniging kan van verschillende aard zijn (bijvoorbeeld sigarettenrook, bacteriën en schimmelsporen, chemische stoffen, stof, geurstoffen). De noodzakelijke hoeveelheid te verversen lucht (het debiet) hangt af van de productie van vocht, koolstofdioxide (CO2) en verontreiniging en de aard van de verontreiniging, en van het aantal mensen of dieren die in die ruimten verblijven. Voor scholen, kantoren, ziekenhuizen en woningen gelden daarom verschillende normen. In België is sinds het EPB-decreet de ventilatie aan normen onderworpen in Nederland stelt het Bouwbesluit de normen per gebruiksfunctie.
Spuiventilatie of luchten is niet hetzelfde als de hier genoemde ventilatie, maar heeft ten doel in korte tijd sterk verontreinigde binnenlucht af te voeren: spuien. Dit kan worden bereikt door ramen en/of deuren tegen elkaar open te zetten. Deze manier van ventileren is eveneens in het Bouwbesluit vastgelegd. NEN 1087 geeft aan hoe een en ander berekend moet worden.

## Ongecontroleerde ventilatie
Traditioneel gebeurde ventilatie bij de meeste woningen in meerdere of mindere mate ongecontroleerd (infiltratie / exfiltratie), het ventilatiedebiet kan niet ingesteld worden. Doordat de wind in kieren en spleten waait, en de warme lucht in de woning opstijgt en ergens boven in de woning de woning verlaat, ververst de lucht. Dit zorgt in vele gevallen voor overbodige ventilatie, een onaangenaam binnenklimaat en dus ook voor warmteverliezen. Men kan dit verminderen door tijdens het bouwen en gedurende het beheer en onderhoud aandacht te besteden aan luchtdichtheid. Meestal wordt daarvoor een dampscherm geplaatst tegen de isolatie. Men dient rekening te houden met de vochthuishouding: als de warme vochtige binnenlucht kan doordringen tot in de isolatie zal deze lucht afkoelen naarmate de buitenmuur benaderd wordt, waardoor er condensatie kan optreden die de isolatiewaarde weer doet verminderen en is een dampdichte laag nodig om het damptransport te verminderen. Om dit makkelijker te onthouden zijn de damp-remmende folies meestal rood (warm; binnenkant) en de dampopen folies blauw.

## Gecontroleerde of ongecontroleerde ventilatie van constructies in bouwwerken
In bouwwerken worden constructies soms ook "geventileerd". Dit om daar, ter plaatse, eventueel aanwezige waterdampconcentraties of andere stoffen weg te ventileren. Deze vorm van ventilatie is geen feitelijke ventilatie en wordt nader aangeduid met verluchten (de activiteit) of verluchting (het gegeven). Een voorbeeld hiervan is de verluchting van de kruipruimte onder de begane grondvloer van de woning, de spouw van de gevel of de omtrekspeling van een kozijn aan de buitenzijde in de gevel.

## Gecontroleerde ventilatie
Bij gecontroleerde ventilatie is het debiet (hoeveelheid lucht per tijdseenheid) instelbaar.

### Natuurlijke ventilatie
Natuurlijke ventilatie vindt plaats via roosters in ramen en gevels, verder via geopende ramen of via af- en toevoerkanalen. Door het meer of minder openen of sluiten van deze roosters en ramen is het mogelijk de natuurlijke ventilatie naar behoefte te regelen. Deze methode is nog steeds de meest gezonde omdat de verse lucht rechtstreeks in de leefruimtes wordt toegevoerd. Dit systeem heeft ook een positieve invloed op de EPC-berekeningen omdat het geen elektrische energie verbruikt. Daarentegen gaat meer warmte (energie) verloren dan bij balansventilatie met warmteterugwinning.

### Mechanische ventilatie
Het debiet kan geregeld worden door een ventilator met instelbaar toerental, de snelheid van een ventilator kan geregeld worden door een sensor. Het meest voorkomend zijn de sensoren die de concentratie CO2 of de relatieve vochtigheid meten, vergelijken met een ingestelde waarde en zo de ventilator aan of uitschakelen. De regeling op basis van CO2-meting werkt in de meeste gevallen beter omdat deze concentratie beter de 'versheid' van de lucht beoordeeld. Dit wordt een VAV (variabel volume systeem) genoemd.

## EPB-decreet (België) en EPN-normering (Nederland): wettelijke eisen voor nieuwbouwwoningen
Voor het ventileren van een woning wordt onderscheid gemaakt tussen vier verschillende vormen van ventilatie, type A, B, C en D.

### Type A: natuurlijke ventilatie
Bij deze vorm van ventileren verlopen zowel de toevoer van verse lucht als de afvoer van vervuilde lucht zonder ventilatoren. De aan- en afvoer worden bepaald door:
- Temperatuurverschillen tussen vertrek en buitenlucht. De natuurlijke warmtecirculatie werkt in de winter aanzienlijk beter dan in de zomer waardoor ramen in de winter veel minder ver openstaan dan in de zomer.
- Drukverschillen tussen vertrek en buiten. Als er wind op het raam of rooster staat zal de ventilatie sterk toenemen. Open deuren en ramen aan de lijzijde van het betreffende vertrek hebben een versterkend effect.

Natuurlijke ventilatie heeft voor- en nadelen.
Een groot voordeel is dat de menging tussen aangevoerde en afgewerkte lucht bijna altijd goed is. Ook kan men in geval van calamiteiten luchtverontreiniging buiten het huis houden.
Nadeel van het systeem is de beperkte controle die men heeft over de aan- en afvoer van lucht. Op warme zomerdagen werkt natuurlijke ventilatie niet voldoende, tijdens koude perioden werkt hij juist te goed en ontstaat er tocht. Ramen worden dan gesloten met als resultaat onvoldoende frisse lucht.
Het probleem is te ondervangen door extra roosters te plaatsen; daarmee is in elk jaargetijde een adequate ventilatieregeling mogelijk.

### Type B: toevoer met ventilatoren
Bij het systeem B wordt verse lucht met behulp van ventilatoren in de woning gepompt langs aanvoeropeningen in leefruimten, slaapkamers, burelen, etc... De vervuilde lucht wordt zo gedwongen om de woning via de afvoeropeningen in de vuile ruimten te verlaten. De afvoeropeningen monden uit in een kanaal, dat net zoals bij het type A, boven de nok van het dak uitsteekt.
Systeem B wordt tegenwoordig niet meer toegepast, omdat het namelijk duurder dan de andere systemen is. Dit komt doordat systeem B twee kanalenstelsels nodig heeft.

### Type C: afzuiging met ventilatoren
Een ventilatiesysteem van het type C zal de vervuilde lucht via afvoerroosters in toiletten, badkamers, douchecellen, bergingen en keukens uit de woning zuigen en afvoeren naar buiten.
Door de onderdruk die hierdoor gecreëerd wordt, wordt verse lucht via raamroosters de woning binnengebracht. Intern in de woning wordt de lucht tussen de kamers getransporteerd via roosters in deuren, of via een opening onder de deuren. Meestal wordt een bedieningsschakelaar in de keuken geplaatst, waarbij men keuze heeft tussen laagstand, middenstand en hoogstand. De ventilatie wordt nooit uitgezet.

### Type C vraaggestuurd: afzuiging met ventilatoren volgens behoefte
Dit systeem is identiek aan het systeem C, behalve dat de afvoerventilatie niet continu is, maar automatisch geregeld wordt volgens behoefte.
Vaak is het niet nodig om in iedere ruimte constant te ventileren. Er kan worden gekozen om alleen te ventileren in de ruimte waar zich personen bevinden. Met 'vraaggestuurde ventilatie' gaat dat automatisch. Er wordt dan alleen geventileerd als het ook echt nodig is.
Vraaggestuurde ventilatiesystemen besparen energie en voorkomen ophoping van schadelijke stoffen. Met het toenemen van het aantal personen in een ruimte neemt ook de CO2- concentratie en de luchtvochtigheid toe. Vraaggestuurde ventilatie functioneert op basis van sensoren die CO2-concentratie, luchtvochtigheid of beweging registreren. Indien nodig stuurt de sensor een signaal naar de ventilatie-unit, die automatisch de snelheid aanpast om meer of minder lucht te verversen.

### Type D: balansventilatie
Ventilatie van het type D, wordt ook balansventilatie genoemd. Het systeem is gebaseerd op het creëren van een evenwicht tussen aan- en afvoer van lucht in de woning. Over het algemeen wordt op de zolderverdieping een zogenaamde ventilatiebox voorzien, die de afvoer van vervuilde lucht, en de aanvoer van verse lucht voor zijn rekening neemt. In de ventilatiebox zijn aparte energiezuinige ventilatoren voor aanvoer en afvoer voorzien. Vervuilde lucht wordt verwijderd via afvoerroosters in de badkamer, douche, keuken, toilet. Simultaan levert de groep via een kanaal dat in verbinding staat met de buitenlucht, verse lucht aan in lokalen zoals de leefruimte, slaapkamer en bureel. Gebalanceerde ventilatie wordt vrijwel altijd met een WTW-toestel (warmteterugwinning) toegepast. Zo wordt tot 90% van de warmte die zich in de vervuilde lucht bevindt teruggewonnen en terug in de woning gebracht.
Gebalanceerde ventilatie met een WTW is vooral onder druk van de strengere EPN (NL) en EPB (Be) vanaf het jaar 2000 populair geworden. In de hoogtijdagen in 2003/2004 had systeem D — volgens de toenmalige stichting HR-ventilatie — in Nederland een marktaandeel van bijna 50 procent. Er kwamen echter veel klachten over gebalanceerde ventilatie, bijvoorbeeld uit de Vinex-wijk Vathorst bij Amersfoort. Uit onderzoek van GGD bleek dat de woningen daar onvoldoende konden worden geventileerd en dat het systeem slecht werd onderhouden, wat tot gezondheidsklachten leidde.
Voor een gezond binnenklimaat moeten de filters van het balansventilatiesysteem elke maand worden schoongemaakt en elk half jaar worden vervangen. Om de vier jaar moeten de ventilatiekanalen schoon worden gemaakt.

### Type E: meervoudige balansventilatie
Ventilatie van het type E, wordt ook meervoudige balansventilatie genoemd. Het systeem is gebaseerd op het creëren van een evenwicht tussen aan- en afvoer van lucht in de woning per ruimte of per sector in het gebouw of in de woning. In een ruimte, bijvoorbeeld in de woonkamer, de hoofdslaapkamer, de overloop of op zolder wordt een zogenaamde balansventilatiebox geplaatst, die de afvoer van vervuilde lucht, en de aanvoer van verse lucht voor zijn rekening neemt. In de box zijn aparte energiezuinige ventilatoren voor aanvoer en afvoer voorzien. Vervuilde lucht wordt verwijderd via de onderkant van de box direct naar buiten. Simultaan levert de box die direct in verbinding staat met de buitenlucht, verse lucht aan in de ruimte. Deze gebalanceerde ventilatie wordt altijd met een WTW-toestel (warmteterugwinning) toegepast. Zo wordt tot 90% van de warmte die zich in de vervuilde lucht bevindt teruggewonnen en terug in de woning gebracht. De box kan zelfregelend zijn door voorzieningen die de koolzuurgasconcentratie meten of de waterdampconcentratie. 
De ventilatie type E voorziet beter in het verversen van de lucht en komt dan ook tegemoet aan de klachten ten aanzien van het type D. Daarnaast biedt een systeem E ook de mogelijkheid om per box de verse lucht na te verwarmen, omdat er ook verwarmingswater naar de box kan worden gevoerd. Daarnaast kan de box ook voor koeling zorgen als er bijvoorbeeld een warmtepomp wordt gebruikt voor verwarming en koeling van het gebouw, de woning.
Ook voor de meervoudige gebalanceerde ventilatie geldt dat voor een gezond binnenklimaat de filters van het ventilatiesysteem regelmatig (maar minder vaak) moeten worden schoongemaakt en vervangen. Er zijn geen ventilatiekanalen.
De apparatuur (de box) van het systeem E wordt vaak aangeduid met de term climarad. Ondanks dat het systeem al door veel fabrikanten wordt geproduceerd.

### Type F: meervoudige balansventilatie met aanvullend slimme natuurlijke ventilatie (van o.a.sanitair)
Type F is een gecombineerde ventilatieoplossing waarbij voor de verblijfsruimtes is gekozen voor meervoudige gebalanceerde ventilatie. Daarnaast is voor de ruimtes waar veel korter en minder geventileerd kan worden een slimme natuurlijke ventilatie toegepast. Dat is dan voornamelijk het sanitair en andere ruimtes welke bijzonder kort en weinig worden gebruikt. De aanvullende natuurlijke ventilatie werkt op basis van aanwezigheid (persoon) en voorziet door middel van "slimme" kleppen in de juiste mate van ventilatie via verticale kanalen direct naar buiten. Het warmteverlies is beperkt. Daarnaast zijn er ook minder installatiesystemen nodig omdat het sanitair haar eigen systeem heeft.

## Luchttoevoer en menging
Bij alle ventilatie, maar speciaal bij mechanische ventilatie zijn twee zaken belangrijk:
- Aanvoer van frisse lucht: er moeten altijd voldoende toevoerroosters open staan. Bij onvoldoende aanvoer kan lucht uit kruipruimtes e.d. worden aangezogen die meestal van slechte kwaliteit is. Bij aanwezigheid van open verbrandingstoestellen (geiser, gaskachel) kan tevens koolmonoxide ontstaan.
- Menging van frisse lucht met de lucht in het vertrek. Dat betekent dat aanvoer- en afvoerroosters niet vlak bij elkaar geplaatst moeten worden.

De afvoer van lucht via een opening onder de deur is niet aan te bevelen, en wel om twee redenen:
- Verse (meestal koude) lucht beneden in het vertrek mengt van nature slecht met de warme afgewerkte lucht boven, waardoor de afvoer van vocht en afvalstoffen inefficiënt verloopt. Het resultaat is een vertrek waar het nooit fris ruikt hoewel er ramen en roosters open staan. De ruimte zal ook eerder vochtig zijn met alle gevolgen van dien.
- Het klimaat in de ruimte is niet optimaal. In de winter zorgt de ongemengde buitenlucht voor een koude vloer. Tijdens zomerse warmteperiodes wordt de warme vochtige lucht slecht afgevoerd en zal het vertrek onaangenaam warm zijn. Vooral bij slaapkamers is dat een nadeel.

## Vocht, warmte en ventilatie
Muren laten geen lucht door, maar wel vocht en warmte. Bovendien kunnen ze grote hoeveelheden vocht en warmte opslaan, afhankelijk van materiaal en dikte. De opslagcapaciteit voor zowel vocht als warmte is gewoonlijk honderden malen groter dan die van de lucht in huis. Waar lucht alleen wordt uitgewisseld via ventilatie, vinden aan- en afvoer van vocht en warmte grotendeels plaats door diffusie.
De hoeveelheid waterdamp die er in de lucht kan zitten varieert met de temperatuur. Hoe warmer de lucht, hoe meer vocht ze kan bevatten. Als binnenshuis de lucht vrij kan bewegen zorgt de circulatie ervoor dat de mengverhouding (gram waterdamp per m³ lucht) overal gelijk is. In koude vertrekken echter kan de lucht minder damp bevatten waardoor de relatieve vochtigheid daar hoog is. Te veel vochtproductie in warme vertrekken kan op koude plekken problemen geven, ook als de lucht in de warme kamer droog aanvoelt.
De relatieve vochtigheid in de diverse vertrekken zal door de muren constant worden gehouden; veranderingen vinden maar langzaam plaats. Snel even luchten zal geen effect hebben. Een slechte vochtbalans komt pas na verloop van tijd aan het licht. De gevolgen verschijnen vaak op een heel andere plek dan de bron van de problemen, en de schade kan groot zijn en het effect langdurig vanwege de tijd en de hoeveelheid vocht die mee gemoeid is.
Efficiënte vochtafvoer:
- Vocht wordt zo mogelijk afgevoerd bij de bron, bijvoorbeeld boven het fornuis. De afvoer gaat daar efficiënt en met veel minder energieverlies dan bij ventilatie.
- Bij een hoge vochtigheid in huis wordt constant geventileerd op een voldoende hoog niveau. De muren bevatten veel vocht, maar geven dat slechts geleidelijk af.

## Warmteverliezen
Ventileren is het uitwisselen van lucht met de omgeving maar meestal is de buitentemperatuur verschillend van de binnentemperatuur, waardoor ook een warmte-uitwisseling plaatsvindt. In de winterperiode is normaal gesproken de afgevoerde lucht warmer dan de aangevoerde en leidt ventilatie dus tot warmteverlies. Genormaliseerd bedraagt het warmteverlies (conform onder andere de NTA 8800) door ventilatie ongeveer 10% van het totale warmteverlies. Verreweg de meeste warmte in huis gaat verloren door warmtegeleiding via ramen en muren.
De warmtehoeveelheid Q die aan een object toegevoegd wordt om een bepaalde temperatuurstijging ΔT te krijgen is:
{\displaystyle Q=m\;c\;\Delta T}
met m de massa van het object [kg] en c de soortelijke warmte [J/kgK].
Deelt men deze uitdrukking door de tijd dan krijgt men het vermogensverlies P:
{\displaystyle P={\frac {Q}{t}}={\frac {m\;c\;\Delta T}{t}}}
Waarin mt het massadebiet ververste lucht is.
Omdat meestal gerekend wordt met een volumedebiet v in plaats van een massadebiet wordt:
{\displaystyle P=v\;\rho \;c\;\Delta T}
De uitdrukking ρc is licht afhankelijk van temperatuur en vochtigheid maar kan men op 1200 J/m3K nemen. Wordt de woning bijvoorbeeld met 100 m3/u ververst met een binnentemperatuur van 20 °C en een buitentemperatuur van 10 °C dan wordt het energieverlies via ventilatie:
{\displaystyle P_{\mathrm {vent} }={\frac {100}{60\cdot 60}}\cdot 1200\cdot (20-10)=333\;\mathrm {W} }
In de veronderstelling dat de ventilatie het ganse jaar constant draait, komt dit energieverlies in november 2011 overeen met een bedrag van ca. € 180 per jaar voor woningen in Vlaanderen die verwarmen op aardgas.
Als men de luchtafvoer en -aanvoer kan laten kruisen dan kan men een (lucht-lucht)warmtewisselaar tussen deze stromen plaatsen. Deze halen rendementen hoger dan 90% waardoor het warmteverlies beperkt wordt tot 33,3 watt. Daarbij komt wel dat meer vermogen nodig is om de lucht door de warmtewisselaar en de extra leidingen te pompen. (Spreekt men bij een warmtewisselaar over 'rendement' dan bedoelt men eigenlijk 'overdrachtcoëfficiënt' omdat men de temperatuurstijging beoordeelt en niet de vermogensoverdracht. De warmtecapaciteit van de verse en vuile lucht is licht verschillend maar dit wordt verwaarloosd, zo kan men spreken over rendementen en rekenen met vermogens.)
Andere toestellen gebruiken een warmtepomp om de warmte van de 'vuile' lucht over te pompen naar bijvoorbeeld een boiler voor sanitair warm water.

## Trivia
- Voor ventilatie van een woon- of bedrijfsruimte zijn openingen naar buiten vaak noodzakelijk. Als er daardoor ongewenst lawaai naar binnen komt, kan een suskast toegepast worden om dit geluid te verzwakken.
- Een ventilator kan binnen worden gebruikt om de lucht in beweging te brengen, zodat op een warme dag alleen door de luchtstroming de indruk wordt gewekt dat er geventileerd wordt. De concentratie wordt op deze wijze echter wel verlaagd.